# Manfred Schlögl
Manfred Schlögl (* 8. Juli 1940 in Vorau; † 24. März 2024) war ein österreichischer Politiker (ÖVP) und Mittelschulprofessor. Er war 1975 Abgeordneter zum Nationalrat.
Schlögl besuchte nach der Volksschule die Hauptschule in Vorau und absolvierte danach das Realgymnasium in Fürstenfeld. Nach der Matura studierte er Philosophie, Geschichte und Deutsch im Lehramt an der Universität Wien und schloss sein Studium mit dem akademischen Grad Magister ab. Danach war Schlögl ab 1965 als Lehrer am musisch-pädagogischen Bundesrealgymnasium in Hartberg tätig. Daneben engagierte er sich ab 1969 als Gemeinderat und Kulturreferent in Hartberg, zudem war er ab 1971 Hauptbezirksobmann des Österreichischen Arbeiter- und Angestelltenbundes in Hartberg. Er vertrat die ÖVP zwischen dem 30. Juni 1975 und dem 4. November 1975 im Nationalrat. Von 1992 bis 2004 war Schlögl Bürgermeister der Stadt Hartberg.

## Ehrungen
- 2017: Großes Ehrenzeichen des Landes Steiermark
- 1973: silberne Ehrennadel des TSV Hartberg
- Sparkassen-Ehrennadel (Gold)[3]
- Ehrenring der Stadt Hartberg[3]
- Ehrenbürger der Stadt Hartberg[3]

## Funktionen
- 1992–2004: Bürgermeister der Stadt Hartberg[4]
- 1988–2000: Direktor des Gymnasiums Hartberg[5]
- Präsident des TSV Hartberg[6]
- 1975: Nationalratsabgeordneter (ÖVP)[7]
- 2010–2024: Obmann der Frühjahrsakademie Stift Vorau[8]
- 1992–1998: Vorsitzender des Sparkassenrates der Sparkasse Hartberg-Vorau[3]
- 1998–2020: Mitglied im Verein der Steiermärkischen Verwaltungssparkasse[3]

## Widmungen
- 1994: Hommage à Jean-Henri Fabre : eine bukolische Fantasie für fünf Spieler[9]

## Publikationen
- 1965: Der philosophische Werdegang O. Willmanns[10]
- 1978: 850 Jahre Hartberg: Festschrift; [ein Führer durch die Stadt][11]